# Santa Clara (Arraiján)
Santa Clara è un comune (corregimiento) della Repubblica di Panama situato nel distretto di Arraiján, provincia di Panama. Si estende su una superficie di 52,8 km² e conta una popolazione di 2.139 abitanti (censimento 2010).